# Monumento a las víctimas de la fiebre amarilla

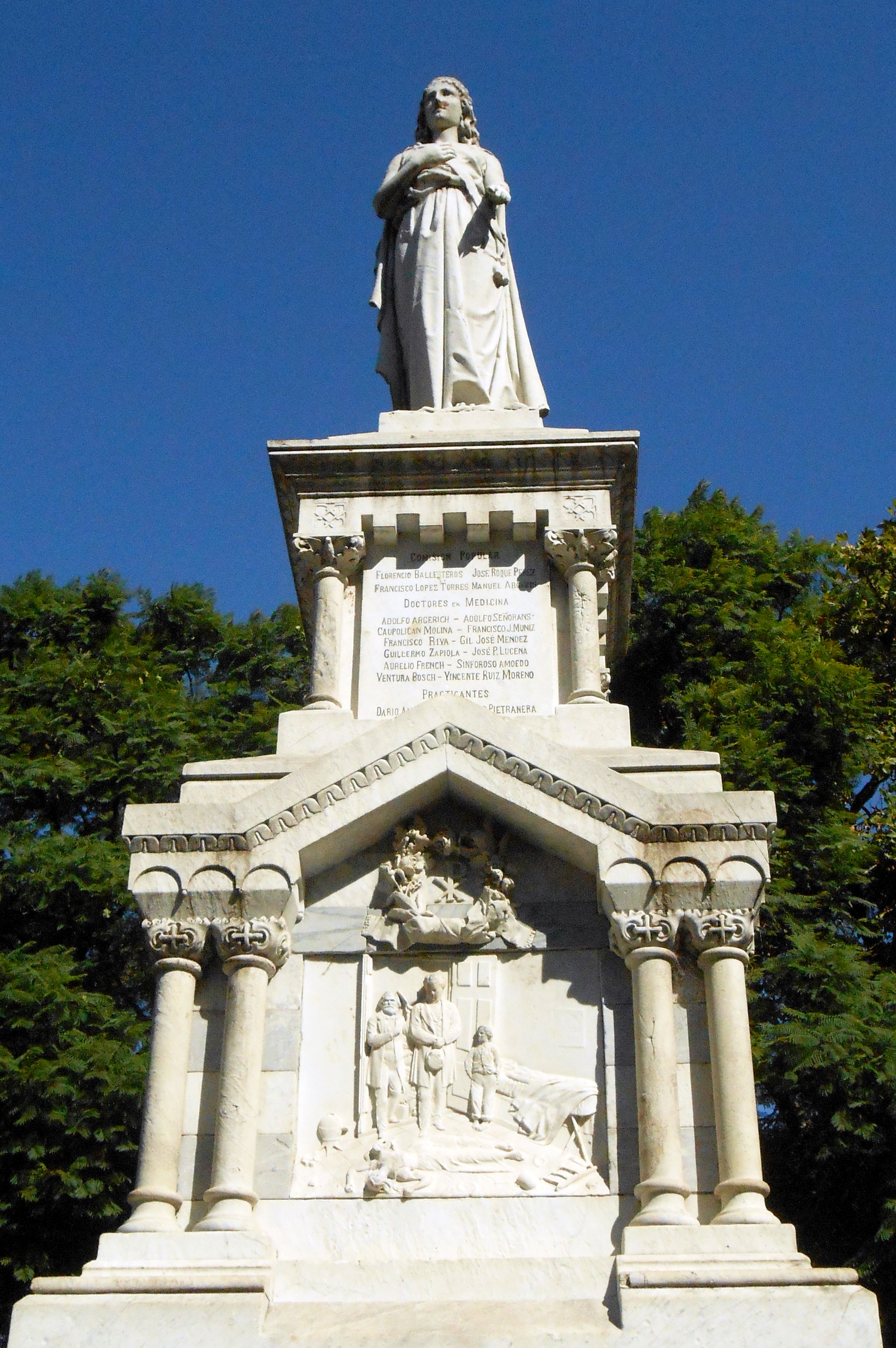
Monumento a las víctimas de la fiebre amarilla en 1871.

En el Parque Ameghino, ciudad de Buenos Aires, se encuentra el monumento a las víctimas de la fiebre amarilla que recuerda a los caídos en cumplimiento del deber durante dicha epidemia en esa ciudad, en 1871, y que implicó el deceso de aproximadamente 14000 personas.
El parque mencionado era, en aquel entonces, el antiguo Cementerio al Sur, que colapsó con los muertos de la fiebre amarilla y tuvo que ser cerrado.

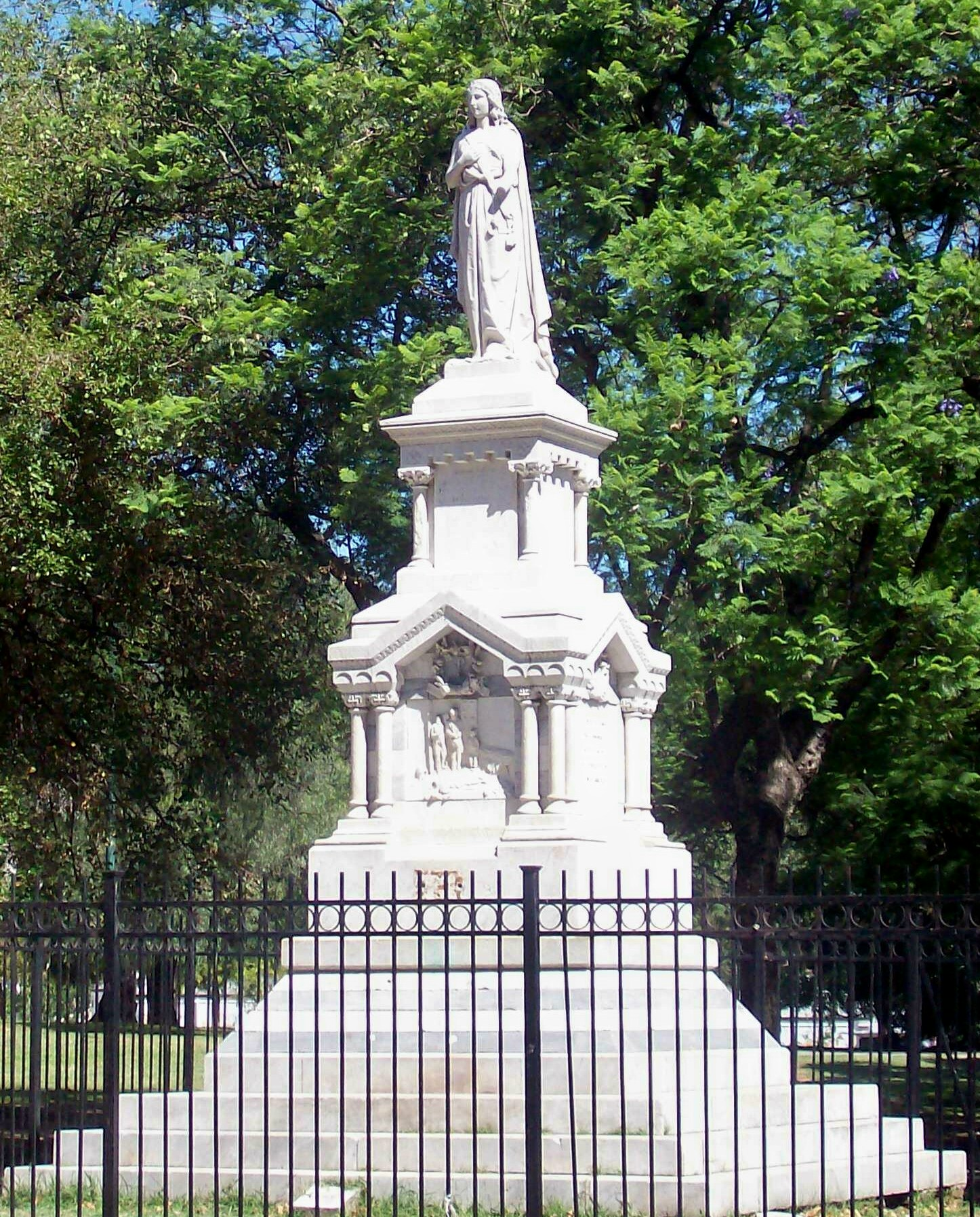

El monumento, obra del italiano Juan Ferrari e inaugurado en 1873, se encuentra en el lugar que ocupaban las oficinas administrativas de dicho cementerio.

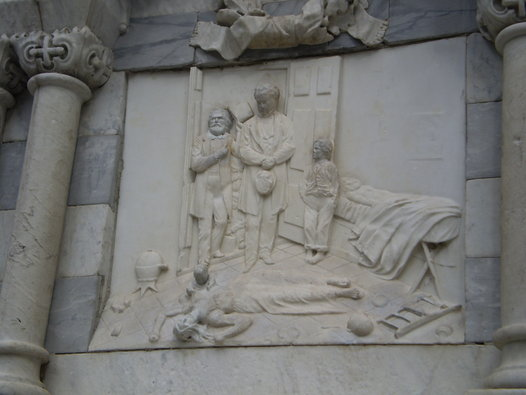
Mármol representando el óleo Episodio de la Fiebre Amarilla, de Juan Manuel Blanes

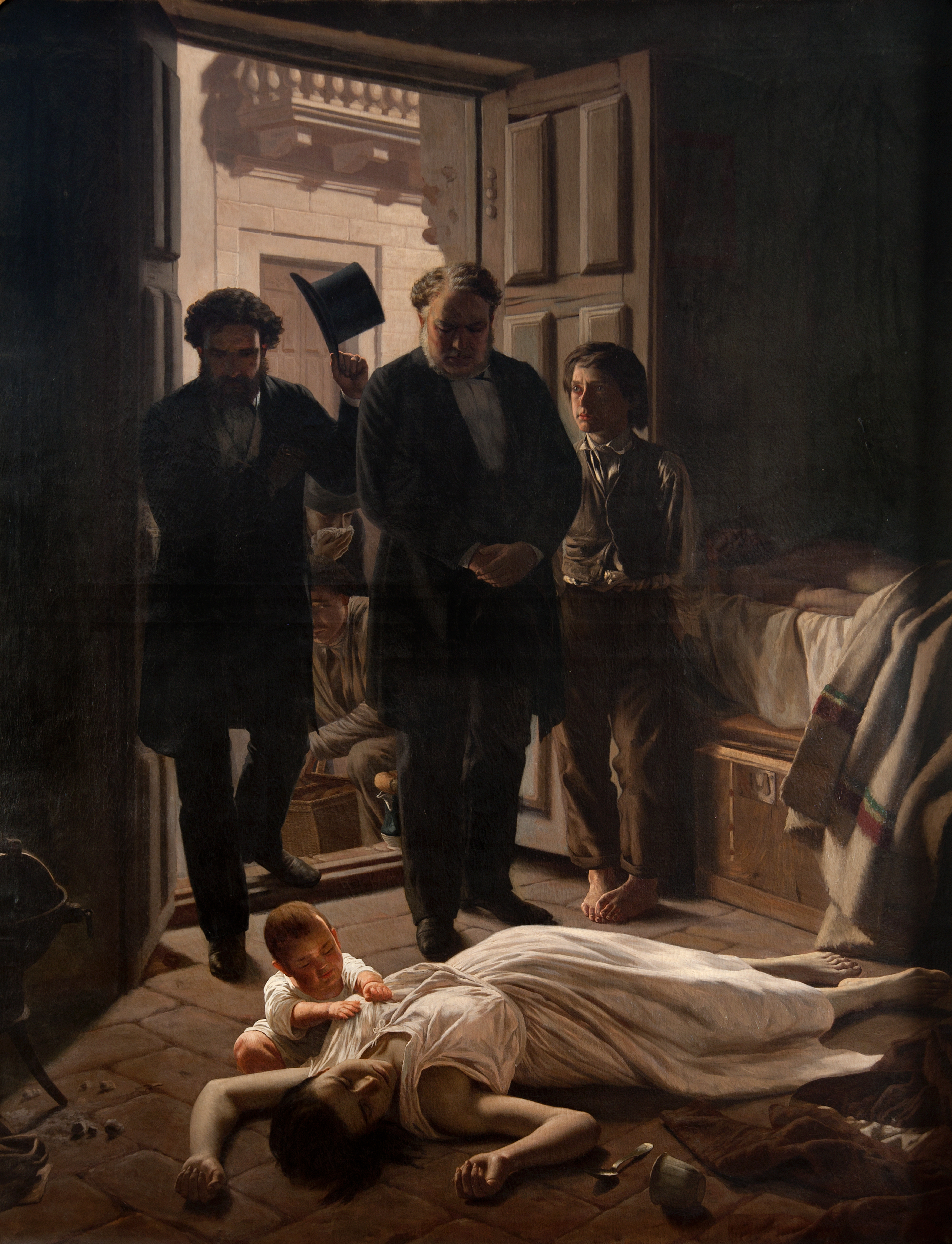
Óleo que es representado en mármol en uno de los laterales

## Detalles escultóricos
El monumento cuenta en sus laterales con representaciones y con listados de caídos en el cumplimiento del deber.
Uno de sus laterales corresponde a un mármol en relieve con la representación de la famosa pintura en óleo sobre tela de Episodio de la Fiebre Amarilla, ocurrida en Buenos Aires en 1871, por Juan Manuel Blanes. En esta representación se observa la escena de la epidemia donde se observa a las autoridades sanitarias ingresando a una vivienda de la ciudad y encuentran a una mujer muerta y su bebé llorando a su lado
Otro de sus laterales tiene la representación simbólica de la muerte que lleva a los porteños a su descanso eterno.
En otros laterales se puede leer el listado de víctimas. Un listado describe a integrantes del clero regular como Presbítero Domingo Yrigaray, Luis Larroni, Severiano Isasmendi, Luis de la Vausieri, Fray L.  Heredia, José Chaurris, Ramón Riera, Ladislao Panton, Pedro B. Manchado sobre farmacéuticos lista a Luis Guren, Tomas Pina, Ermenegildo Pina, Emilio Funque, Zenon D. Arca y los empleados de la Comisión de Higiene, 
Un lateral tiene esculpido los nombre de médicos como el de  Francisco Javier Muñiz, Manuel Gregorio Argerich, Adolfo Argerich Sinforoso Amoedo, Caupolicán Molina, Francisco Riva, Gil José Méndez, Roque Pérez, Guillermo Zapiola, Vicente Ruiz Moreno
Se encuentra esculpida una frase que sintetiza la abnegación de muchos en la lucha contra la fiebre amarilla:  

El sacrificio del hombre por la humanidad es un deber y una virtud que los pueblos cultos estiman y agradecen.

El municipio de Buenos Aires a los que cayeron víctimas del deber en la epidemia de fiebre amarilla en 1871

Esta obra cuenta con un enrejado para su preservación debido a los reiterados daños.